# Kyle Alexander
Kyle John Solomon Alexander, né le 21 octobre 1996 à Milton en Ontario au Canada, est un joueur canadien de basket-ball. Il évolue au poste d'ailier fort.

## Biographie

### Carrière universitaire
Kyle Alexander a effectué son cursus universitaire avec les Volunteers du Tennessee.

### Carrière professionnelle
Après 23 matchs disputés à l'étage inférieur, il signe le 15 janvier 2020 un contrat two-way avec le Heat de Miami.
Le 11 décembre 2020, il s'engage en Espagne avec le Baloncesto Fuenlabrada .
Alexander rejoint le club espagnol de Valence pour les saisons 2022-2023 et 2023-2024. Le club participe aussi à l'EuroLigue.

### Palmarès
- Troisième à la Coupe du monde 2023